# Dirt Rally
Dirt Rally ist ein Rennspiel, das von Codemasters ursprünglich für das Betriebssystem Windows entwickelt und seit 2015 vertrieben wird. Das Computerspiel ist die zehnte Folge der 1998 eingeführten Colin-McRae-Rally-Rennspielserie.

## Veröffentlichung
Eine kostenpflichtige Early-Access-Version wurde am 27. April 2015 bei der Internet-Vertriebsplattform Steam online gestellt, die Verkaufsversion für Windows wurde am 7. Dezember 2015 veröffentlicht. Die Versionen für die Spielekonsolen PlayStation 4 und Xbox One sowie die DVD-Version für Windows kamen am 5. April 2016 in den Handel. Die Portierung für das Betriebssystem Linux wurde von Feral Interactive entwickelt und am 2. März 2017 veröffentlicht, am 16. November 2017 folgte eine Portierung für macOS High Sierra.
Am 17. Februar 2017 erschien eine Unterstützung für Head-Mounted Displays über einen Downloadable Content (DLC). Neben einem gänzlich neuem Gefühl bringt der Zusatzinhalt einen neuen Spielmodus ins Spiel, in dem man die Rolle des Co-Piloten übernimmt, während ein Mitspieler das Fahrzeug steuert.
Die englische Verkaufsbezeichnung Dirt Rally [dɜ:rt ræli] wird vom Hersteller als DiRT Rally stilisiert und bedeutet „Dreck-Rallye“.
Am 26. Februar 2019 erschien der Nachfolger Dirt Rally 2.0.
Am 7. November 2022 wurde Dirt Rally aufgrund von ausgelaufenen Lizenzen aus dem Steam-Store entfernt und der Verkauf gestoppt.

## Spielmechanik
Dirt Rally ist ein Rennspiel, das den Rallyesport simuliert. Spieler treten in Zeitrennen auf wechselnden Straßenbelägen und Wetterbedingungen gegeneinander an. Die besondere Herausforderung des Rallyesports liegt in der zum Teil geringen Traktion auf wechselnden Fahrbahnbelägen, die neben Asphalt auch aus Schotter, Kies, Sand, Schlamm, Schnee und Eis bestehen, wodurch Kurven oft im Drift befahren werden müssen. Bodenwellen und starkes Gefälle verringern die Bodenhaftung zusätzlich.

### Leveldesign
Die Level sind schlauchartig angelegt, das heißt, der befahrbare Bereich innerhalb der dargestellten Landschaft umfasst seitlich wenig mehr als die Rennstrecke und ist durch Wände, Bäume und Abhänge begrenzt. Bei zu weiter Entfernung von der Strecke wird das Fahrzeug auf die Strecke zurückgesetzt. Die Streckenlängen variieren von 4 km in Monaco bis 15 km im verschneiten Schweden. Jede Strecke ist in mehrere Etappen unterteilt, jede Etappe ist ein etwa vier bis zehn Minuten langes Punkt-zu-Punkt-Zeitfahren. Die schnellste Gesamtzeit gewinnt.
Zum Vertriebsbeginn simulierte das Spiel 36 Strecken an den drei Schauplätzen Monte-Carlo (Monaco), Powys (Wales) und Argolis (Griechenland) – und bot einen asynchronen Mehrspielermodus. Updates ergänzten drei weitere Strecken in Baumholder (Deutschland), Jämsä (Finnland) und Värmland (Schweden) sowie die zwei Rennmodi Rallycross und Player-versus-Player-Mehrspieler. Codemasters kündigte im Juli 2015 eine Zusammenarbeit mit der FIA World Rallycross Championship an, woraus die drei zusätzlichen (Rund-)Rennstrecken Lydden Hill Race Circuit (England), Lånkebanen (Norwegen) und Höljesbanan (Schweden) resultierten. Außerdem kann das Bergrennen Pikes Peak International Hill Climb mit einigen der dortigen Rekordfahrzeuge nachempfunden werden.

### Fahrzeuge und Fahrphysik
Die 46 simulierten Rallye-Fahrzeuge orientieren sich an realen Vorbildern aus dem Zeitraum 1963 bis 2017 von 13 europäischen und drei asiatischen Herstellern. Die authentischen Rennwagen sind nach Dekaden bzw. in Rennklassen kategorisiert: 1960er, 70er und 80er Jahren, Gruppe B, Gruppe A, Gruppe R sowie World Rally Cars (WRC) der 2000er and 2010er Jahre. Die Fahrzeuge können mit bis zu zehn verschiedenen Lackierungen individualisiert werden.
Der Simulationsgrad des Spiels ist vergleichsweise hoch. Das Handling-Modell berücksichtigt die Oberflächenbeschaffenheit, die Neigung und das Gefälle der Fahrbahn sowie die Wetterbedingungen. Optionale Fahrerassistenzsysteme sind Antiblockiersystem (ABS), Antriebsschlupfregelung (ASR) und eine Fahrdynamikregelung (ESP), die sich in fünf Stufen regeln lassen und auch für Fahrzeuge verfügbar sind, die diese Technologien nicht hatten. Über die Handbremse kann das Fahrzeugheck zum Ausbrechen („Slide“) gebracht werden.
Die Physik-Engine beinhaltet ein Schadensmodell, das auf Kollision reagiert, die Karosserie deformiert und mit zunehmender Zerstörung negativen Einfluss auf die Funktionalität der Aggregate, Lenkung, Bremsen, Radaufhängung und Fahrverhalten nimmt. Staub und Schlamm schlagen sich auf den Texturen von Karosserie und Fenstern nieder.

### Benutzerschnittstelle
Die Spielekonsolen PS4 und Xbox One bieten eine maximale Auflösung von 1080p (1920×1080 Pixel) sowie Antialiasing. Das Betriebssystem macOS kann bis UHD+ (5120×2880 px) darstellen. Alternativ kann auch ein Virtual-Reality-Headset wie die Oculus Rift eingesetzt werden. Gewählt werden kann zwischen einer Cockpitansicht, einer Motorhauben- und Frontstoßstangenkamera sowie zweier Verfolgerperspektiven hinter dem Fahrzeug.
Die simulierten Rallye-Fahrzeuge können über Tastatur, Gamepad oder Lenkrad gesteuert werden. Bei letzterem können die Lenkkräfte über Force Feedback simuliert werden.

## Entwicklung

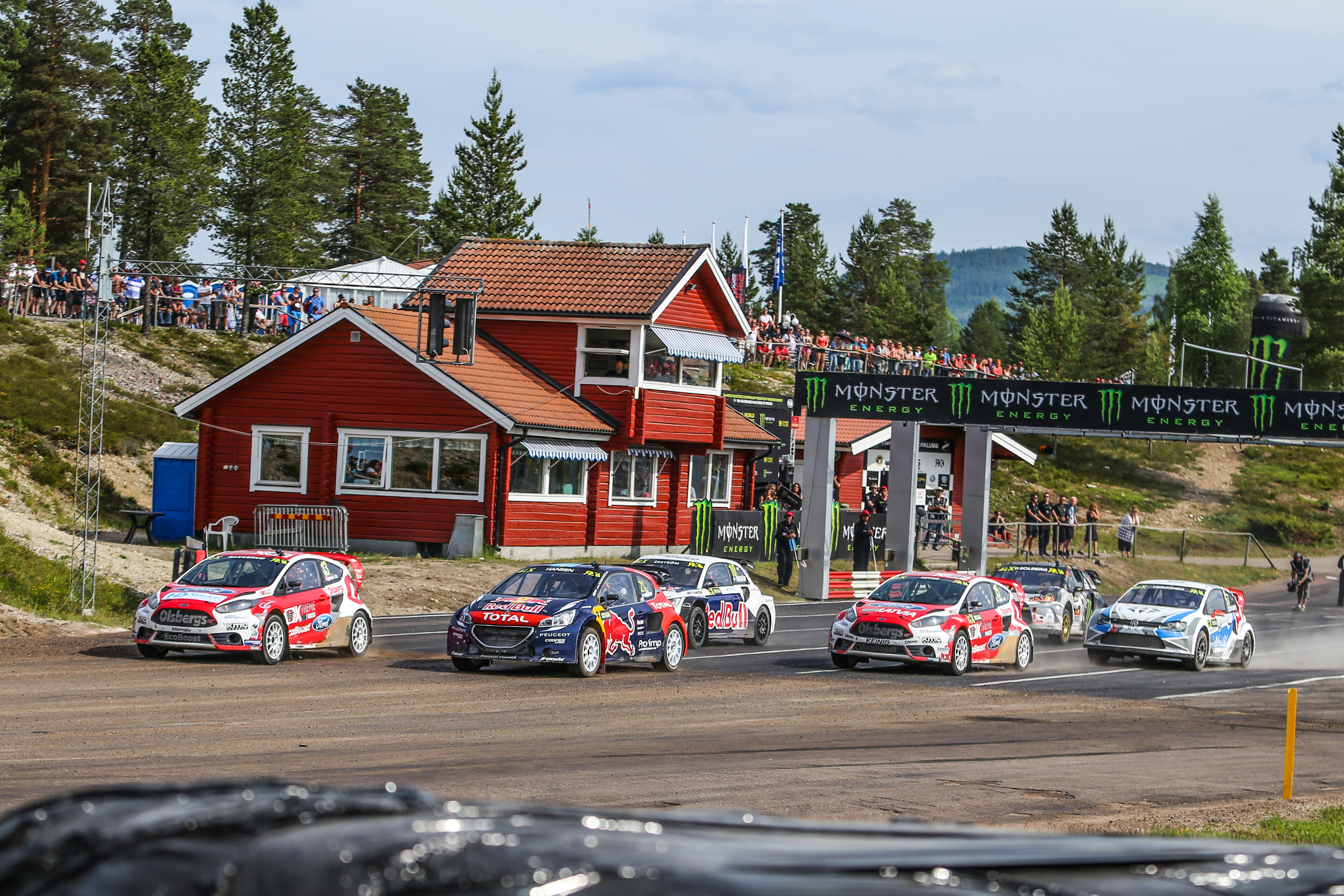
Die Online-Mehrspieler-Modi beinhalten auch Rallycrossrennen gegen sechs Gegner.

Codemasters entwickelte Dirt Rally auf Grundlage der firmeneigenen Ego-Engine in der Version 2.1. Im Jahr 2012 begann die Entwicklung mit einem kleinen Entwicklerteam nach der Veröffentlichung des Videospiels Dirt: Showdown. Das Team betonte den Anspruch, Dirt Rally als Rennsimulation zu entwickeln. Sie begannen mit der Entwicklung eines Prototyps eines Handling-Modells und von Strecken auf Grundlage von Kartendaten. Gegenüber den Vorgängertiteln wurde ein von Grund auf neues Physikmodell programmiert.
Ende 2013 wurde eine frühe Entwicklerversion von Dirt Rally Journalisten präsentiert, doch erst am 27. April 2015 wurde das Spiel offiziell angekündigt. Am selben Tag wurde eine Early Access Version für das Betriebssystem Windows bei Steam online gestellt. Der Spieleentwickler Paul Coleman erklärte, für die Entwicklung eines Spiels sei es wichtig, ein frühes Software-Built zu veröffentlichen, um Feedback von den Spielern berücksichtigen zu können. Er betonte frühzeitig die Absicht, Dirt Rally später auch für Konsolen zu portieren. Codemasters beabsichtigte, neue Fahrzeuge, Orte und Modi in monatlichen Content-Updates zu ergänzen und die Spielmechanik während der Early-Access-Phase kontinuierlich zu optimieren.
Die Vollversion für Windows wurde am 7. Dezember 2015 veröffentlicht und am 5. April 2016 für die Spielekonsolen PlayStation 4 und Xbox One. Die Portierung für macOS wurde für Apples Grafik-API Metal 2 optimiert und erfordert mindestens macOS High Sierra (Version 10.13).

## Rezeption
Die deutsche Computerspielezeitschrift GameStar gab dem Sportspiel eine Wertung von 90 % mit der Begründung: „Dirt Rally ist die derzeit beste Rallysimulation und eins der besten Rennspiele aller Zeiten. Einsteiger haben es aber schwer.“ Das britische Videospielmagazin GamesTM lobte die konzeptionelle Entwicklung in Richtung Simulation mit den Worten "this is the best thing the Dirt name has ever been associated with and rallying enthusiasts are sure to be relieved that the obsession with the kind of American slang that was only partially hip in the 90s has been overcome and removed." („Das ist das Beste, was je mit dem Namen Dirt in Verbindung gebracht wurde, und Rallye-Enthusiasten werden sicher erleichtert sein, dass die Besessenheit mit der Art von amerikanischem Slang, der nur in den 90er Jahren zeitweise hip war, überwunden und beseitigt wurde“). Das britische Play magazine schrieb: "It doesn't patronise with gimmicky mechanics, nor is it a dry, joyless simulation" („Es bevormundet weder mit Technikschnickschnack, noch ist es eine trockene, freudlose Simulation“). GameSpot lobte das Physikmodell, die Grafik und die umfangreiche Auswahl an Fahrzeugen, sagte aber, dass sich die beiden Modi Hill Climb und Rallycross unausgereift anfühlen. Die britische Zeitung Metro kritisierte, dass es dem Spiel generell an Inhalt fehle. Die italienische Version des Onlinemagazins Eurogamer merkte ebenfalls an: „Alles, was wir uns erhoffen können, sind neue Inhalte – mehr Autos und Strecken.“
Die englischsprachige Website GamesRadar thematisierte die unverzeihliche Natur des Spiels und schrieb: „Reifen platzen, Kühler überhitzen, und häufig humpelt man über die Ziellinie mit einer schwachen Zeit, einfach weil man einmal die Kontrolle über sein Fahrzeug verloren hat in einem ansonsten fehlerfreien und konkurrenzfähigen Rennen.“ GamesMaster, Edge und IGN stimmten dem zu. Die Website VideoGamer.com lobte die „unglaubliche Geschwindigkeit“ des Spiels, PlayStation Universe erklärte, es sei besser als die Rallyesimulation Richard Burns Rally aus dem Jahr 2004. Das Official PlayStation Magazine schrieb, es sei „das berauschendste Rennspiel, das Codemasters in den letzten Jahren entwickelt hat, und zweifellos das beste Rallyespiel auf der PS4“, und das Official Xbox Magazine (OXM) ergänzte: „Ohne Frage die beste Rallyesimulation aller Zeiten.“ Im Gegensatz dazu kritisierte das britische Computerspielmagazin PC Gamer: „Leider fällt es in Physik und Handhabung etwas flach aus. Das Fehlen jeglicher Art von brenzlichen Gefühlen, wenn man über Eis und Schlamm fliegt, ist eine absolute Schande, und die Menge an erzwungenen Fahrhilfen ist enttäuschend. Wer auf einen neuen Richard Burns wartet, muss weiter warten.“ Der VR-Modus mache das Spiel noch einmal immersiver und realistischer.
Die britische Automobilzeitschrift Evo lobte das Audiodesign und meint: „Zeitweise ist Dirt Rally hervorragend. Vor allem das Sounddesign ist exzellent, ebenso die Vielfalt der angebotenen Fahrzeuge. Das Audiodesign in Dirt Rally verdient wirklich eine besondere Erwähnung. Es gehört nicht nur zum Besten, was wir in einem Rennspiel gehört haben, die Streckenansagen des Beifahrers passen fast immer perfekt zum Streckenabschnitt.“ Bezüglich der Grafik ergänzten sie: „Während es definitiv nicht annähernd an die Qualität eines Gran-Turismo-Titels heranreicht, gibt es eine Menge visueller Schnörkel, mit dem Dirt Rally beeindruckt.“
Das Australian Official PlayStation Magazine sagte, dass das Spiel gut mit einem Lenkrad funktioniere. Das Automagazin Top Gear verglich das Spiel mit seinen Konkurrenten und stellte positiv fest, dass „das Handling von Sébastien Loeb Rally Evo bei weitem nicht so zufriedenstellend und überzeugend ist wie das Scrambling von Dirt Rally“. Das britische Männermagazin Stuff meinte, dass dies „ein Spiel ist, bei dem WRC 5 Kies frisst“.
Das Spiel erreichte Platz 1 der britischen Verkaufszahlen für die PS4 und Platz 19 in den europäischen Download-Charts. Es erreichte in der ersten Woche nach der Veröffentlichung Platz 2 in den britischen Multiformat-Verkaufszahlen, direkt hinter dem Third-Person-Shooter Quantum Break.
Einen Monat nach Veröffentlichung listete das The Official PlayStation Magazine das Spiel Dirt Rally als das 16. beste PS4-Spiel aller Zeiten. The Daily Telegraph führt es als Topspiel des Jahres 2016. TechRadar hat das Spiel in die Liste der „10 besten Rennspiele auf dem PC“ aufgenommen. Das Octane magazine führt es auf Platz 1 ihrer Liste der besten Simulations-Rennspiele. Bei den British Academy of Film and Television Arts (BAFTA) wurde das Spiel für den Preis als bestes Sportspiel 2016 nominiert. Das US-amerikanische Videospielemagazin Game Informer verlieh Dirt Rally den Preis für das beste Rennspiel des Jahres. Die neuseeländische Videospiel-Website Gameplanet listet es als eines der besten Spiele des Jahres 2015. Alphr führt Dirt Rally als Top 5 Rennspiel für die PS4. PCGamesN wertet das Spiel unter den Top 3 der realistischsten PC-Rennspiele.

## Fahrzeuge
| 1960er Jahre - Mini Cooper S - Lancia Fulvia Coupé HF - Alpine A110 1970er Jahre - Opel Kadett City / Opel Kadett GT/E 16v - Fiat 131 Abarth Rally - Ford Escort ’75 - Lancia Stratos 1980er Jahre - BMW E30 M3 Evo Rally - Ford Sierra RS500 - Renault 5 Turbo | Gruppe B (4WD) - MG Metro 6R4 - Audi Sport quattro Rallye - Ford RS200 - Peugeot 205 T16 Evo 2 - Lancia Delta S4 Gruppe R (RWD) - Opel Manta 400 - Lancia Rally 037 Evo 2 Gruppe A - Ford Escort RS Cosworth - Subaru Impreza WRC 1995 - Lancia Delta HF Integrale | F2 Kit Car - Seat Ibiza Kit Car - Peugeot 306 Kit Car R4 - Subaru Impreza WRX STi 2011 - Mitsubishi Lancer Evolution X | 2000er Jahre - Ford Focus RS Rally 2001 - Subaru Impreza WRC 2001 - Ford Focus RS Rally 2007 - Citroën C4 WRC Rally 2010 2010er Jahre - Mini Countryman Rally Edition - Ford Fiesta RS WRC Rally - VW Polo R WRC Rally - Hyundai i20 WRC Rally | Hillclimb - Peugeot 205 T16 Pikes Peak - Peugeot 405 T16 Pikes Peak - Audi Sport quattro S1 PP - Peugeot 208 T16 Pikes Peak Rallycross - DS Automobiles DS3 - Ford Fiesta Rallycross - Volkswagen Polo Rallycross - Peugeot 208 WRX - Mini Countryman Rallycross - Subaru WRX STI |